# Ilúvatar
Ilúvatar (Mindenek Atyja), valódi nevén: Eru (az Egyetlen) J. R. R. Tolkien Középfölde-mitológiájában a fő, világteremtő isten. A Szilmarilok első része, az Ainulindale szól a világ teremtéséről, de Ilúvatar a mű további részeiben is feltűnik, bár meglehetősen ritkán avatkozik bele a teremtett világ ügyeibe, mivel annak kormányzását az isteni jellegű valákra bízta, a Földet pedig Gyermekeinek, a tündéknek és az embereknek adta.

## A világ teremtése

### Az ainuk megteremtése
Az Ainulindale nem magyarázza meg Ilúvatar létezését, csupán azt írja, hogy Ilúvatar mindenekelőtt létezett. Ilúvatar magányos volt egyedül, így megteremtette az ainukat, a szentségeseket, akik később a földi világon uralkodtak.

### Eä és Arda megteremtése
Az ainuk szívesen zenéltek, így Ilúvatar összehívta őket, és megparancsolta nekik, hogy szerezzenek egy minden addiginál szebb és hosszabb zenét, a Nagy Muzsikát. Az ainuk ezt megtették, de disszonancia keletkezett, mert Melkor, az ainuk leghatalmasabbika, akiből később Sötét Úr vált, és Morgoth lett a neve, a legsötétebb gondolatait szőtte bele a muzsikába. Melkor kétszer teremtett disszonanciát, Ilúvatar kétszer kezdett új dallamot, és végül Ilúvatar gondolatai győztek Melkoréival szemben. Miután az ainuk abbahagyták a muzsikát, Ilúvatar látomást bocsátott rájuk, amiben látni lehetett a muzsika összes gondolatát. Az ainuk ebben a látomásban látták először a földet, valamint Ilúvatar Gyermekeit, a tündéket és az embereket. Az ainuk közül néhányan megszerették a látomásban létező világot, és Ilúvatar kérésükre valósággá tette azt, megteremtve Eät, a Létező Világot és Ardát, a földet. Néhány ainu leszállt a földre, és azt uralták, a többiek pedig Ilúvatar csarnokaiban maradtak. Ilúvatar ezután az ainukon keresztül kormányozza a világot, csupán egyszer vette át az irányítást.